# Wladimir Alexejewitsch Suchodski
Wladimir Alexejewitsch Suchodski (russisch Владимир Алексеевич Суходский; * 20. Augustjul. / 1. September 1884greg. in Moskau; † 1966 ebenda) war ein russisch-sowjetischer Physikochemiker und Hochschullehrer.

## Leben
Suchodski, Sohn eines Priesters, schloss den Gymnasiumsbesuch 1903 mit einer Goldmedaille ab und studierte dann am St. Petersburger Polytechnischen Institut (PPI) in der Metallurgie-Abteilung mit Abschluss 1909. Er blieb am Institut, um sich auf eine Professur vorzubereiten. Ab 1912 lehrte er am Lehrstuhl für Physikalische Chemie und Theoretische Elektrochemie des PPI und unterrichtete Mathematik am Mädchengymnasium der Prinzessin Eugenia von Oldenburg.
Nach der Oktoberrevolution war Suchodski 1918–1920 Mitarbeiter des Schiefer-Komitees. Er lehrte weiter am nun Petrograder/Leningrader Polytechnischen Institut (LPI, ab 1934 Leningrader Industrie-Institut (LII)). Daneben leitete er ab 1924 das Chemische Laboratorium im Sondertechnikbüro Ostechbjuro für Militärforschung. Er entwickelte eine Methode zum Beschichten von Platin und Nickel mit Oxiden von Erdalkalimetallen für die Herstellung von Oxidkathoden für Verstärkerröhren, die jahrzehntelang in der sowjetischen Industrie angewendet wurde. Er bearbeitete Probleme der Nickel-Eisen-Akkumulatoren und Nickel-Cadmium-Akkumulatoren und auch der Batterien für Minen.
1937 beschloss der Wissenschaftliche Rat des LII, Suchodski ohne Verteidigung einer Dissertation zum Doktor der chemischen Wissenschaften zu promovieren. Die Oberste Attestierungskommission genehmigte jedoch nur die Promotion zum Kandidaten der chemischen Wissenschaften. Er wurde zum Professor ernannt und leitete nun den Lehrstuhl für Physikalische Chemie und Theoretische Elektrochemie des LII.
Als es während des Großen Terrors zur Zerschlagung des Ostechbjuros kam, wurde Suchodski am 15. September 1938 verhaftet  und wegen Beteiligung an einer konterrevolutionären Gruppe am 20. Oktober 1939 von einem NKWD-Sonderkollegium nach Artikel 58 des Strafgesetzbuches der RSFSR zu 5 Jahren Lagerhaft verurteilt. Nach der Lagerhaft im Nordural kam er während des Deutsch-Sowjetischen Kriegs im September 1943 als Spezialist in das NKWD-Laboratorium in der Moskauer Butyrka. Nach Ablauf seiner Haftzeit wurde er am 13. März 1946 freigelassen und arbeitete nun als freier Mitarbeiter  als Chefingenieur in der Formation 568.
Am 4. März 1950 wurde Suchodski erneut nach Artikel 58 des Strafgesetzbuches der RSFSR zu 8 Jahren Lagerhaft verurteilt, die er in der Formation 126 in Krasnojarsk verbrachte. Während der Entstalinisierung wurde er am 10. Juni 1956 unter Anrechnung seiner früheren Haftarbeitstage freigelassen. Er wurde nun wissenschaftlicher Senior-Mitarbeiter im Allunions-Aluminium-Magnesium-Institut in Moskau.
Durch Urteil des  Leningrader Stadtgerichts vom 14. August 1959 war Suchodski wegen Mangels an Beweisen vollständig rehabilitiert.

## Ehrungen
- Sankt-Stanislaus-Orden III. Klasse (1916)
- Ehrenzeichen der Sowjetunion (1936) für wichtige Arbeiten zur Verteidigungsthematik